# Dyle
Dyle ili Dijle (francuski: Dyle, nizozemski: Dijle) je rijeka u središnjoj Belgiji. Lijeva je pritoka Rupela. Duljina rijeke iznosi 86 kilometara. Teče kroz belgijske pokrajine Valonski Brabant, Flamanski Brabant i Antwerpen. Izvire u Houtain-le-Valu, u blizini Nivellesa u Valonskome Brabantu.
Počevši od izvora, najvažniji gradovi uz rijeku Dyle su: Ottignies, Wavre, Leuven i Mechelen. Potonji se često naziva „Dijlestad“. Glavne pritoke Dylea su rijeke Demer (u Werchteru, općina Rotselaar) i Zenne kod Zennegata, na najudaljenijem obodu Mechelena, gdje se povezuje i kanal Leuven – Mechelen. Nekoliko stotina metara nizvodno, ušće Dyle i Nete kod Rumsta tvori rijeku Rupel koja 12 kilometara dalje ulazi u Scheldt na kojem se nalazi morska luka Antwerpen.
Dyle je plovna za male brodove od Werchtera i dalje, iako je danas komercijalna i zabavna plovidba ograničena na Mechelen, gornje pristave u Mechelenu su zatvorene za plovidbu.

## Pritoke
- Dyle
  - Senne (Mechelen)
    - Maalbeek (Grimbergen)
    - Woluwe (Vilvoorde)
    - Maalbeek (Schaarbeek)
    - Molenbeek (Bruxelles-Laken)
    - Neerpedebeek (Anderlecht-Neerpede)
    - Zuun (Sint-Pieters-Leeuw-Zuun)
    - Geleytsbeek (Drogenbos)
    - Linkebeek (Drogenbos)
    - Molenbeek (Lot)
    - Senette (Tubize)
      - Hain (Tubize)
      - Samme (Braine-le-Comte-Ronquières)
        - Thines (Nivelles)

  - canal Leuven-Mechelen (Mechelen)
  - Vrouwvliet (Mechelen)
  - Demer (Rotselaar)
    - Velp (Halen)
    - Gete (Halen)
      - Herk (Herk-de-Stad)
      - Velika Gete (Zoutleeuw)
      - Mala Gete (Zoutleeuw)

  - Voer (Leuven)
  - IJse (Huldenberg-Neerijse)
  - Nethen (Graven-Nethen)
  - Laan (Huldenberg-Terlanen-Sint-Agatha-Rode)
    - Zilverbeek (Rixensart-Genval)

  - Thyle (Ottignies-Louvain-la-Neuve)

## Vanjske poveznice
|  | Zajednički poslužitelj ima još gradiva o temi Dyle |